# Hasta la piel
«Hasta la piel» es una canción grabada por la cantante y compositora mexicana Carla Morrison. La canción fue escrita y producida por ella misma. Fue lanzada el 21 de marzo de 2012 como el segundo sencillo de su primer álbum de estudio Déjenme llorar. La canción ocupó el lugar número 50 en las listas del Latín Digital Songs Sales del Billboard en los Estados Unidos.

## Video musical
El video musical de «Hasta la piel» fue lanzado el 21 de marzo de 2012 en la plataforma digital YouTube, fue producido por Eduardo López y dirigido por Gina García a través de la productora RARARA. Cuenta con más de 40 millones de reproducciones. El 30 de julio de 2017 se lanzó un video lírico.

## Listas

### Semanales
| País           | Lista                                 | Mejor posición | Ref. |
| -------------- | ------------------------------------- | -------------- | ---- |
| Estados Unidos | Latín Digital Songs Sales (Billboard) | 50             |      |